# Pásový opar
Pásový opar (herpes zoster) je infekční kožní onemocnění vyvolané herpetickým virem Varicella zoster, který způsobuje rovněž plané neštovice. Virus zůstává ukryt v těle po vyléčení planých neštovic, „spí“ v některém senzitivním gangliu. Příčinou aktivace viru bývá především snížení imunity organismu, podávání kortikosteroidů či imunosupresiv, námahou či nedostatečnou výživou a podobně. Onemocnění postihuje nejčastěji osoby nad 50 let věku a častěji ženy. Projevuje se výsevem puchýřků v oblasti kůže, která je inervována daným senzitivním nervem. Vyrážku často provází bolest (neuralgie). Objevuje se nejčastěji v oblasti břicha, hrudníku, zad, ale může se objevit i na jiných místech.

## Diagnóza
Jednostranný výsev puchýřků, bolest, svědění nebo jiné vjemy v postižené oblasti jsou většinou dostatečně průkazné pro diagnózu pásového oparu. Podobný obraz vezikul v dermatomu (části pocházející ze stejného dermatomu mají nervové zásobení z jednoho míšního kořene) však může způsobit i coxsackie virus. Diagnózu lze potvrdit virologickým a sérologickým vyšetřením.

## Léčba
Nejčastější léčbou infekce varicella zoster virem je podávání virostatik. Virostatika se podávají buď v tabletkách nebo v infuzích (nitrožilně). Nejčastěji se používají virostatika s účinnou látkou aciclovir (Zovirax, Herpesin, Provirsan), jinou možností je látka valaciclovir (Valtrex).
Pásový opar se nejčastěji vyskytuje po 50. roce věku. U dětí se vyskytuje častěji při prodělání planých neštovic do 1 roku věku. Opakované pásové opary svědčí pro pravděpodobné oslabení obranyschopnosti organismu, například HIV infekcí.

## Průběh
Pro pásový opar je typické, že se nejdříve projeví palčivými bolestmi v oblasti krku, ramen a trupu. Po několika dnech se na části těla objeví puchýřky ve formě pásku, naplněné tekutinou. Napadená místa červenají, bobtnají a stanou se citlivými na dotek. Po jednom až dvou týdnech puchýřky pomalu splasknou a vytvoří se na nich strupy. Puchýřky by se neměly rozškrabávat, protože potom by po nich zůstaly jizvy. Bolesti většinou zmizí spolu s vyrážkou na pokožce nebo krátce poté. Ve výjimečných případech a především u starších lidí mohou ale bolesti trvat další měsíce a roky a mohou být trýznivé. Nemocní pásovým oparem jsou infekční pro své okolí v době výsevu puchýřků. Doporučuje se časté mytí a dezinfekce rukou, postižená místa neškrábat a překrýt. Včasná léčba onemocnění může předejít bolestem. Užívají se antivirotika, analgetika, antibakteriální masti a často i antidepresiva.
| 1. den | 5. den | 6. den |
| ------ | ------ | ------ |
|        |        |        |

## Následky
U nakažených pacientů probíhá onemocnění zpravidla sice nepříjemně, ale neškodně. Někdy se však ale tvoří pásový opar na obličeji, což je označováno za tzv. „obličejovou růži“ a může vést k ochrnutí obličejových nervů. V případě, že jsou postižené také oči, vzniká riziko, že budou poškozeny spojivky a rohovky očí a dojde k úplnému oslepnutí.

## Očkování
Je k dispozici očkovací látka proti viru VZV chránící před infekcí planými neštovicemi a pravděpodobně také před pozdějším vznikem pásového oparu. Očkování se doporučuje jednou dávkou zejména osobám nad 50 let věku, které prodělaly onemocnění planými neštovicemi.
K dispozici jsou dvě vakcíny: Zostavax a Shingrix. Obě jsou v České republice registrované a u obou byla doložena bezpečnost i klinická efektivita. V České republice nabízený Zostavax obsahuje oslabený virus, očkuje se jednou dávkou. Od 1. 1. 2020 se jím v České republice nelze očkovat, protože poslední dovezená šarže expirovala 31. 12. 2019 a byl ukončen dovoz. Shingrix obsahuje rekombinantní antigen z virového glykoproteinu E, je určen pro intramuskulární podávání a podávají se dvě dávky. Tato vakcína není v České republice prozatím (únor 2020) dostupná.